# Telephone communication power
Telephone communication power (TCP) är en måttenhet för total utsändningseffekt från en mobiltelefon som hålls mot huvudet, införd av svenska TCO för att definiera hur bra en mobiltelefon använder effekten för att sända och ta emot signaler. Metoden är inte accepterad av industrin (sannolikt på grund av att mätningen sker med en ovanlig patenterad metod, som är dåligt verifierad).
Branschorganisationen Cellular Telecommunications & Internet Association (CTIA) har tagit fram liknande mätvärden. De har definierat mätmetoder både för TRP, total radiated power, vilket kan jämföras med TCO:s TCP, och TIS, total isotropic sensitivity, vilket är motsvarande för mottagaren.
CTIA:s mätmetod är dock mer klassisk än TCO:s och mätningarna går att göra på de flesta existerande antennmätplatser. (En jämförelse mellan TCP och TRP skulle vara intressant. Båda metoderna mäter med ett simulerat huvud intill telefonen.)
För att få märka en telefon med TCO-01 så krävs även att en mängd andra krav uppfylls. Dessa gäller knapparnas utseende, display, materialval med mera. På grund av detta skulle flera telefonmodeller som säljs idag antagligen inte gå att certifiera.